# Tabebuia rosea

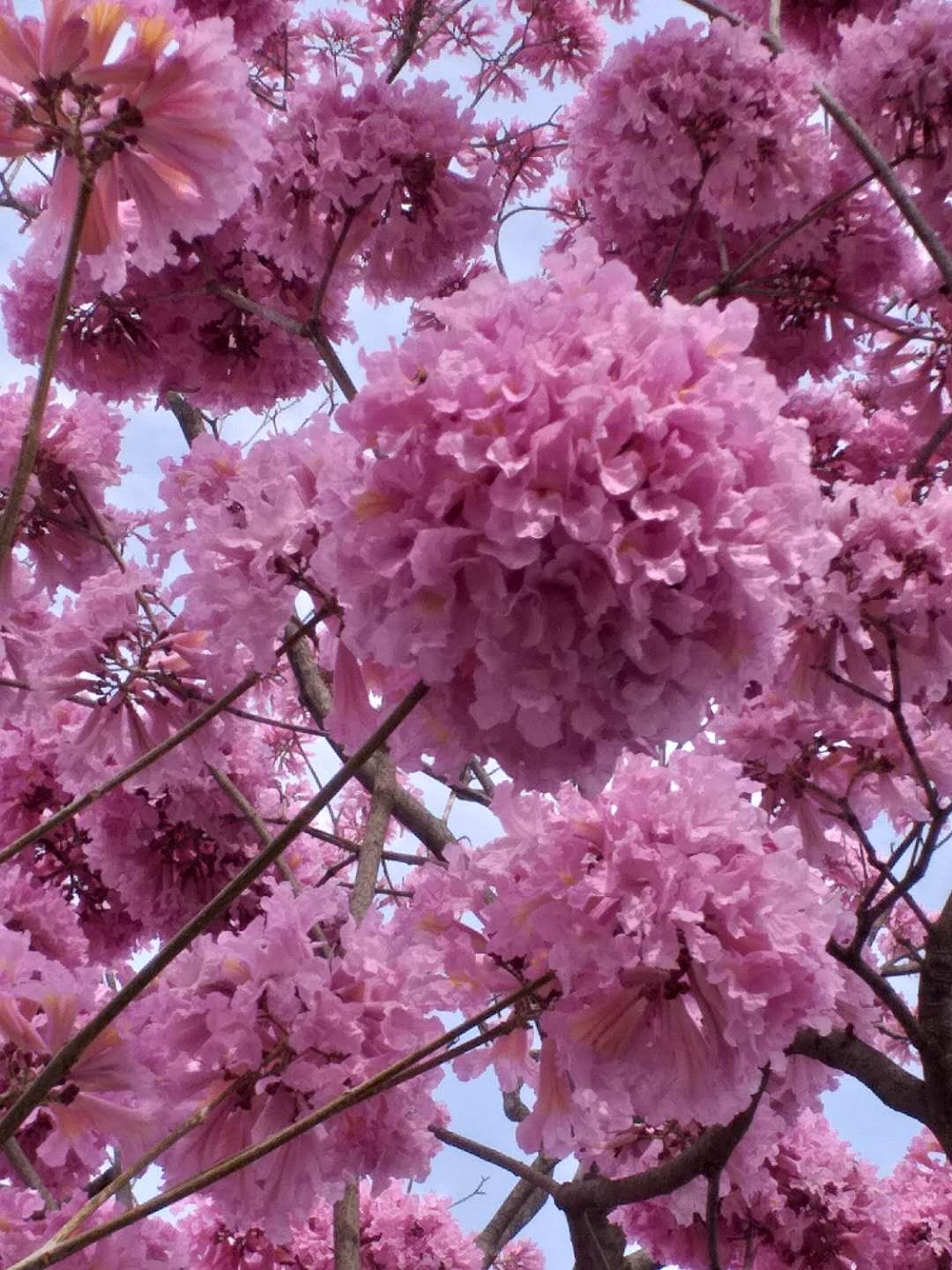
Inflorescence

Tabebuia rosea är en katalpaväxtart som först beskrevs av Antonio Bertoloni, och fick sitt nu gällande namn av Dc.. Tabebuia rosea ingår i släktet Tabebuia och familjen katalpaväxter. Inga underarter finns listade i Catalogue of Life.

## Bildgalleri

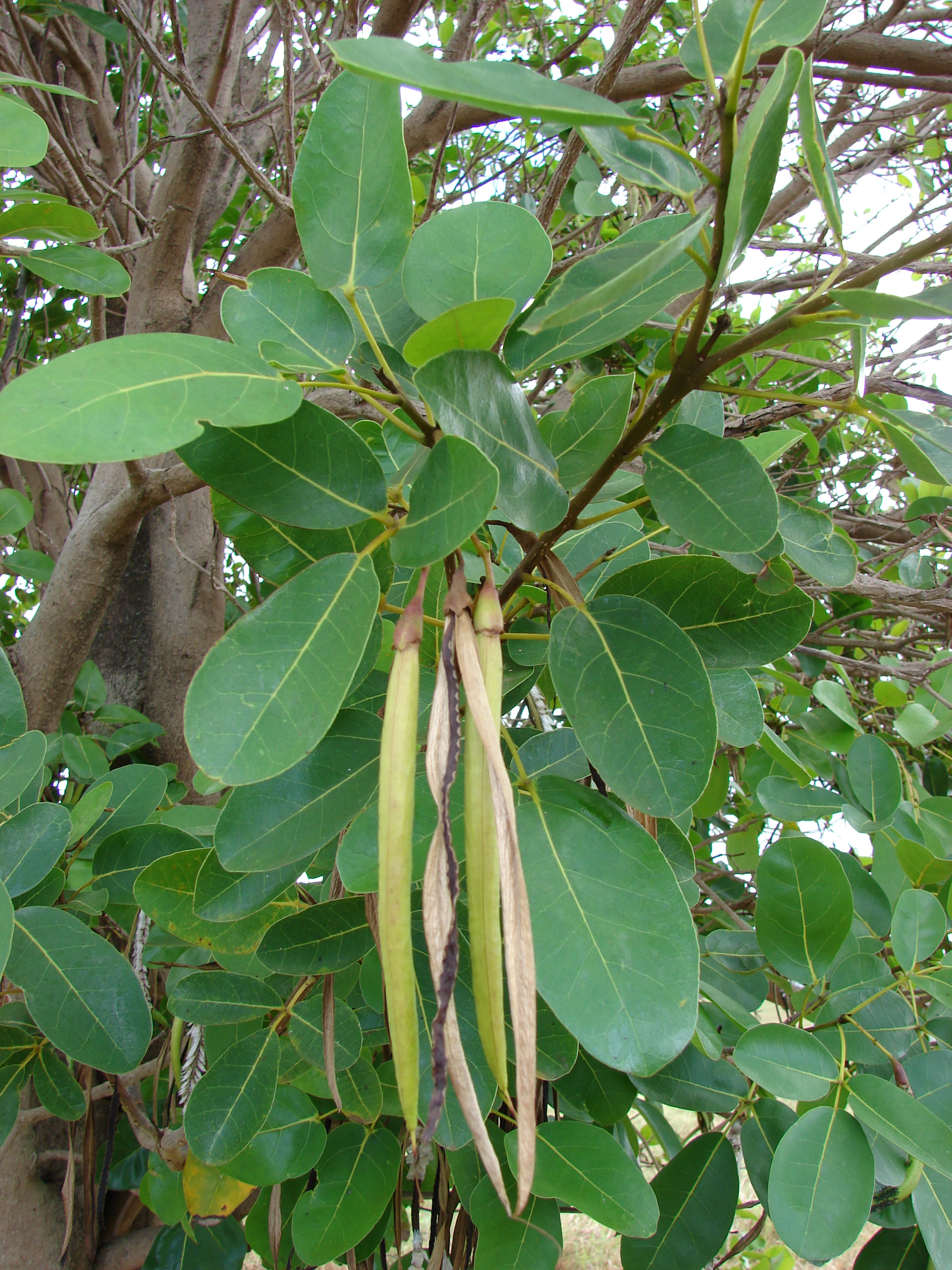
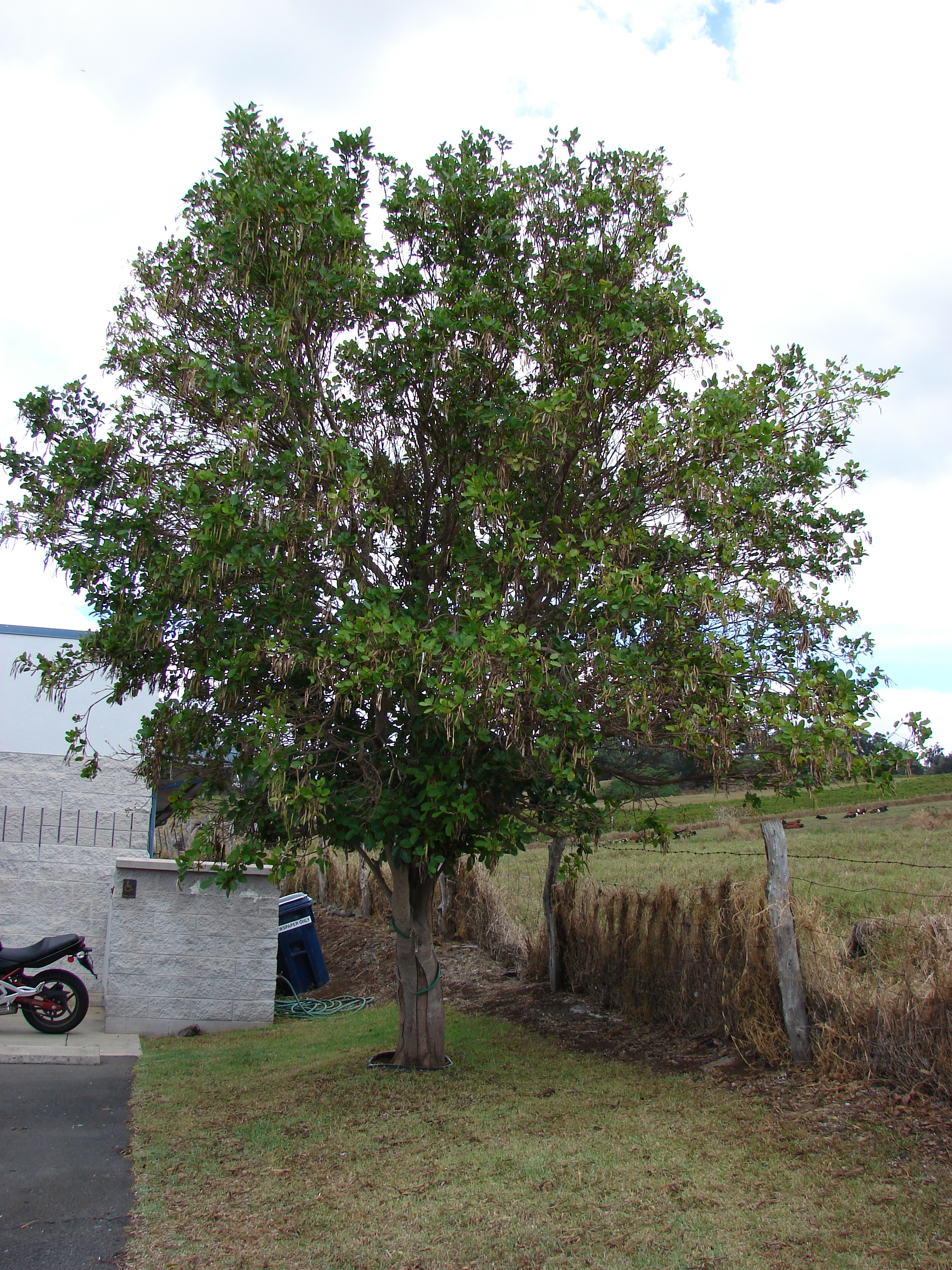
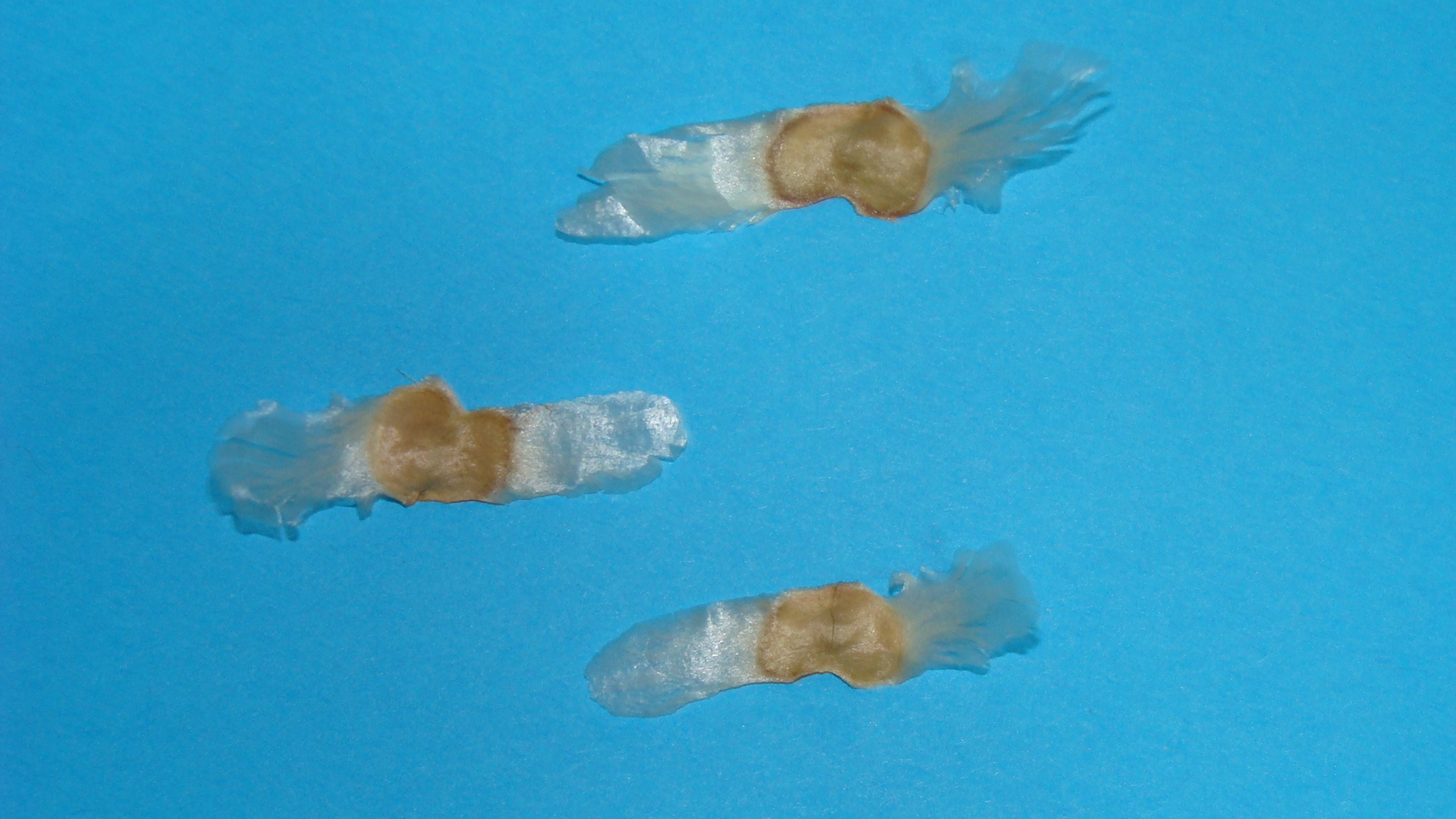
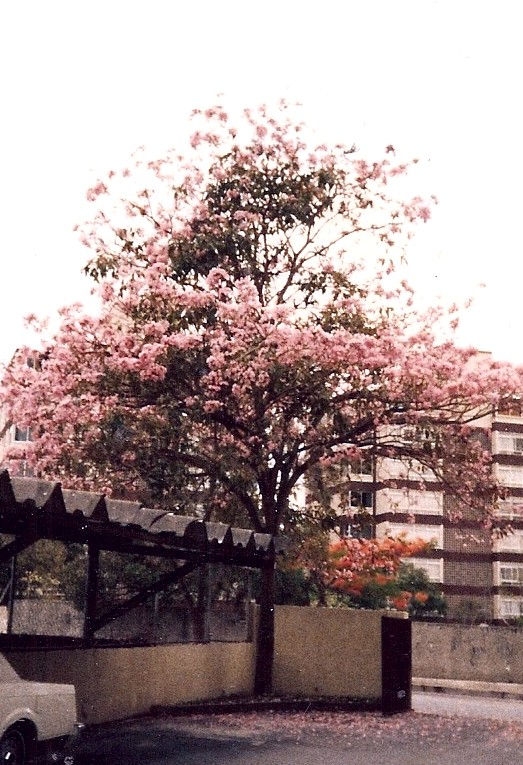
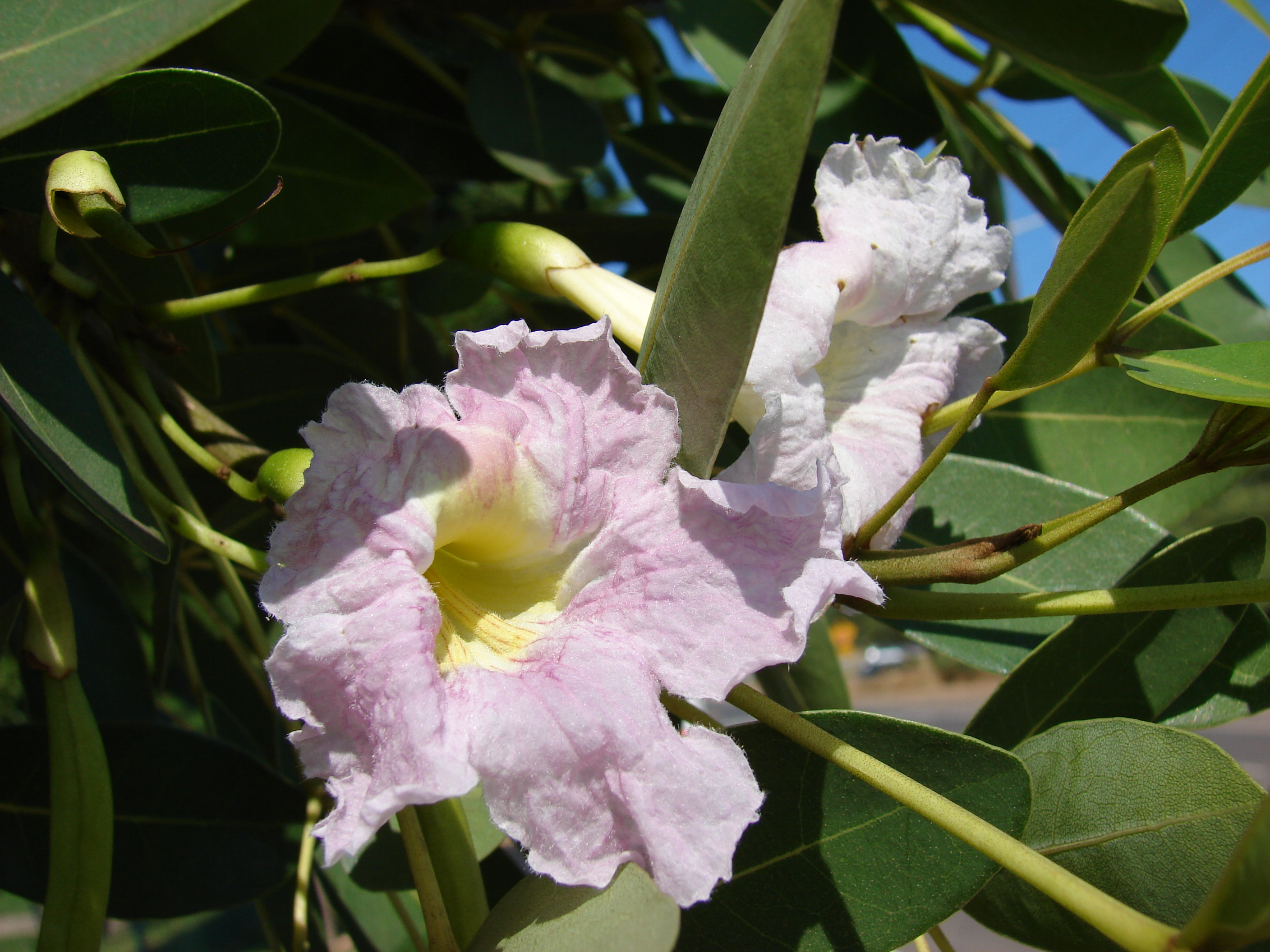
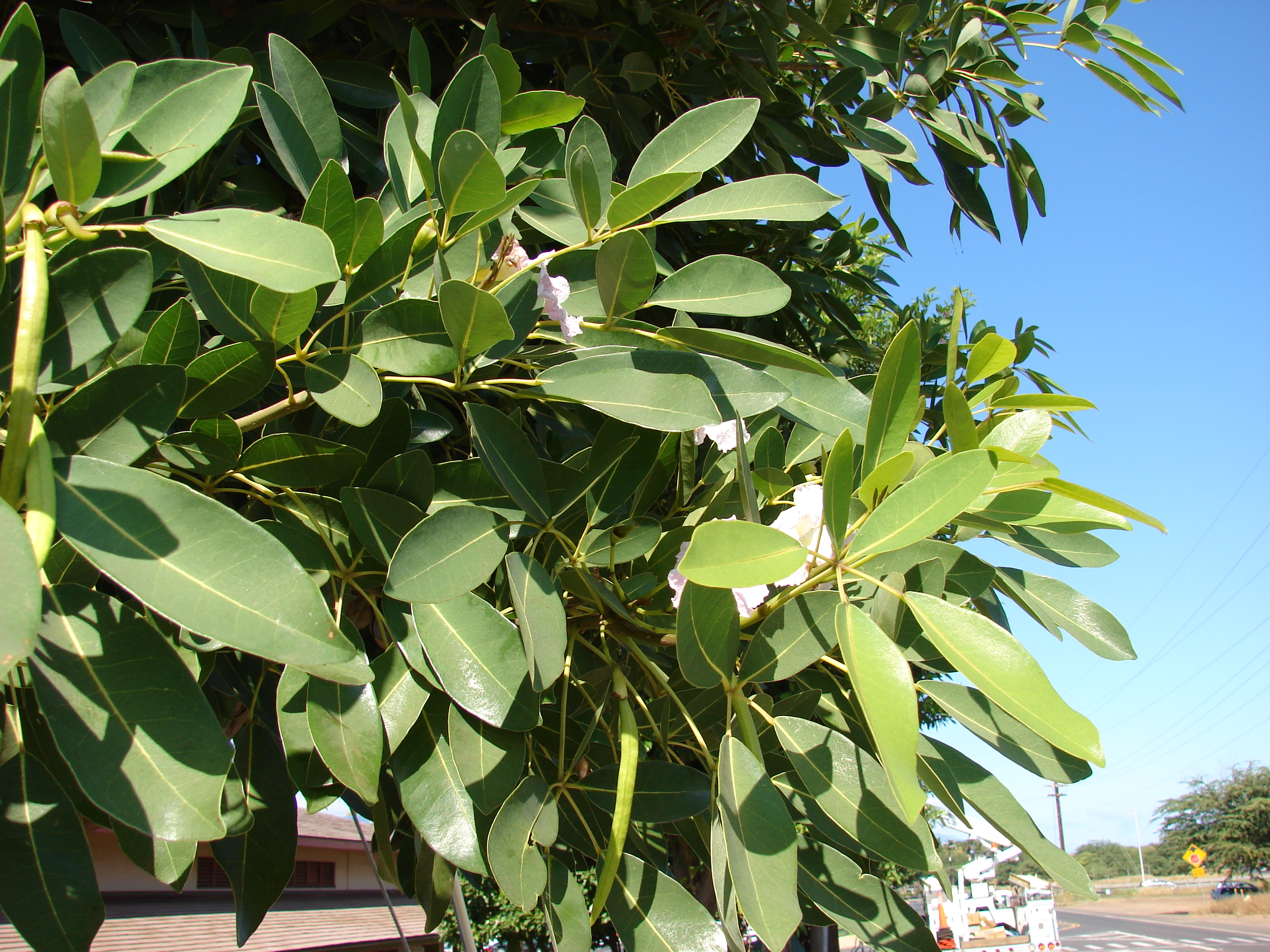